# CineGrid Brasil
O CineGrid é uma organização não comercial baseada na Califórnia que começou suas atividades em 2004 com o objetivo de transmitir conteúdos de super/ultra/alta definição por meio de redes fotônicas digitais de 1 Gbps a 1 Pbps (Petabit per second) que utilizam computação em grid. Além disso a associação também implementa aplicações de mídia para fazer frente ao aumento significativo na demanda por intercâmbio de conteúdos midiáticos digitais entre localidades remotas nas áreas científicas, educacionais, de pesquisa, visualização avançada, telemedicina, telessaúde, saúde digital, cinema, arte e entretenimento. O CineGrid promove anualmente encontros, também chamados Workshops, no CALIT2 (California Institute for Telecommunications and Information Technology), renomeado desde 2013 como Qualcomm Institute (Qi), localizado na Universidade da Califórnia em San Diego (UCSD). A associação CineGrid conta atualmente com 64 membros independentes, entre eles universidades como UC Berkeley, Universidade de Chicago em Illinois (UCI), Universidade da Califórnia em San Diego (UCSD), organizações e corporações. O CineGrid também promove encontros em outros locais e mantém estruturas independentes em países como Holanda e Brasil. O nome CineGrid vem da junção da palavra Cinema com os Grid's computacionais.

## Membros Fundadores
O CineGrid é composto por pessoas inovadoras do campo das ciências e das artes e que possuem alguma aproximação com o campo da tecnologia. Entre seus fundadores estão:
- Cisco Systems
- Keio University/Research Institute for Digital Media Content
- Lucasfilm Ltd.[2]
- NTT Network Innovation Laboratories
- Pacific Interface Inc.
- Ryerson University/Rogers Communications Centre[3]
- San Francisco State University/INGI[4]
- Sony Electronics Inc.[5]
- University of Amsterdam[6]
- University of California San Diego/Calit2[7]
- University of Illinois at Urbana-Champaign/NCSA
- Electronic Visualization Laboratory[7]
- USC School of Cinematic Arts
- University of Washington Research Channel

## Cinegrid no Brasil
O CineGrid realizou suas primeiras interações no Brasil em 2008, quando auxiliou e apoiou a projeção de 14 filmes no formato 4k (ultra definição) durante uma semana no Festival Internacional de Linguagem Eletrônica (FILE), na sede da FIESP em São Paulo, cedendo parte de seu acervo para o evento.
Em 2009, o CineGrid apoiou a primeira première de cinema em ultra definição através de redes fotônicas realizado entre dois continentes. O filme Enquanto a Noite não Chega, de Beto Souza e Renato Falcão, foi transmitido em 4K em tempo real de São Paulo (FIESP) para as cidades de San Diego (UCSD) e Kyoto (Keio University) no Japão. O evento foi realizado durante o Festival Internacional de Linguagem Eletrônica (FILE). Em setembro de 2011 foi organizado o primeiro CineGrid workshop do hemisfério sul na cidade do Rio de Janeiro. O evento aconteceu no Museu de Arte Moderna (MAM) e contou com inúmeras demonstrações no campo das imagens ultradefinidas e das redes avançadas. A edição do segundo CineGrid Brasil 2014 aconteceu em agosto de 2014 na Faculdade de Medicina da Universidade de São Paulo (FMUSP).

## Membros do Cinegrid Brasil
- Rede Nacional de Ensino e Pesquisa (RNP)
- Laboratório de Artes Cinemáticas (LabCine) - PUC São Paulo
- Laboratório de Imagem Científica (LIC) - UNICAMP
- Centro de Pesquisa e Desenvolvimento (CPqD)
- ANSP (An Academic Network in São Paulo)
- CINUSP

## Conferências anuais
Anualmente o CineGrid Califórnia promove uma conferência para seu membros na Universidade da California em San Diego (UCSD). Em suas conferências anuais, os membros apresentam suas pesquisas e demonstram os avanços alcançados em relação à distribuição de conteúdos por meio das redes, além de promoverem as ferramentas que desenvolvem para implementar soluções no campo da produção e distribuição de imagens em ultra/alta definição e aplicações no campo do cinema, da telemedicina e da visualização avançada em ultra definição por meio das redes avançadas.
Também anualmente são promovidos encontros em Amsterdam, na Holanda, e no Japão, nos quais são enviados e recebidos conteúdos audiovisuais e também danças e performances ao vivo para vários países, tais como China, Áustria e Estados Unidos.
Entre 2015 e 2018 o CineGrid foi realizado na Universidade da Califórnia, introduzindo o tema da Inteligência Artificial entre seus tópicos. Com a pandemia da COVID-19 o CineGrid realizou as edições de 2020 e 2021 de forma remota, por meio de videoconferências pelo Zoom. Em 2008 o CineGrid iniciou suas primeiras interações no Brasil com a participação de 14 filmes científicos realizados e projetados em 4K durante uma semana no Festival Internacional de Linguagem Eletrônica (FILE). Em 2008 o FILE recebeu o nome de FILE 2008.000.000, referente aos 8 milhões de pixels por frame da imagem 4K. Em 2009 o CineGrid realizou sua segunda interação no Brasil, apoiando a projeção e transmissão de um filme longa-metragem realizado em 4K. O evento foi chamado FILE TRANSCONTINENTAL 2009 e foi considerado pela mídia especializada a primeira transmissão transcontinental usando redes fotônicas de super-alta velocidade de um longa-metragem filmado e finalizado em 4K da história. O Filme "Enquanto a Noite não Chega", de Beto Souza, foi transmitido da sede da FIESP para a Universidade da Califórnia e para a Universidade de Keio, no Japão. Em 2011 o CineGrid Brasil aconteceu no Museu de Arte Moderna (MAM) na cidade do Rio de Janeiro. O último CineGrid Brasil aconteceu em agosto na cidade de São Paulo, na Faculdade de Medicina da Universidade de São Paulo (FMUSP), com apoio da CAPES, FAPESP e do CNPq.